# Drosophila hansonioides
Drosophila hansonioides este o specie de muște din genul Drosophila, familia Drosophilidae, descrisă de Pipkin în anul 1966.
Este endemică în Columbia. Conform Catalogue of Life specia Drosophila hansonioides nu are subspecii cunoscute.